# Константин Христович
Константин Николов Христович е български агроном, историк и общественик.

## Биография
Роден е на 27 юни 1893 г. в Татар Пазарджик в къщата, която е Етнографски музей. Майка му Мария Георгиева Павлова е дъщеря на Георги Павлов от с. Голямо Белово, участник в Априлското въстание. Баща му Никола Константинов Христович е пряк потомък на известния род Георги и Мария Секулови от с. Сестримо.
Първоначалното си образование завършва в родния си град в т.нар. Синьо училище, където негов учител е Михаил Кръстев, а средното – във Френския колеж „Свети Августин“ в Пловдив. През 1919 г. завършва агрономство в Монпелие, Франция, след което се завръща в Пазарджик. Там отваря агрономическо бюро за съвети и упътвания. Автор е на редица статии и дописки в местния периодичен печат по селскостопански въпроси. Основава земеделска библиотека „Нива“. Освен агроном, Константин Христович е общественик и историк по призвание. Посвещава свободното си време в издирване и съхраняване на исторически паметници и старини.
През 1935 г. ръководството на читалище „Виделина“ единодушно го избира за нещатен уредник на музейната сбирка „Иван Войводов“ и като такъв той остава в продължение на близо 20 години. Само за една година успява да събере 1474 старини, включващи средновековни предмети, картини, снимки, старинни тефтери, ръкописи, писма, монети и банкноти.
Той пръв съобщава за откриването на Панагюрското златно съкровище и го предава на държавно съхранение. Прави достояние на пазарджишкото гражданство откритите документи и предмети чрез публикации в пазарджишки, пловдивски и софийски вестници „Лъча“, „Подем“, „Борба“, „Зора“, „Поглед“ и други. Съдейства за провеждане на научни разкопки на тракийските светилища край селата Баткун и Варвара, на част от селищните могили край селата Юнаците и Капитан Димитриево. Поддържа непрекъснати контакти с етнографи, географи, историци, между които професорите Гаврил Кацаров, Богдан Филов, д-р Христо Данов, Христо Вакарелски, Иван Батаклиев и др. за консултации и предоставяне на исторически паметници за по-нататъшното им научно проучване. Обменя информация с музеи в страната. Константин Христович оказва помощ на проф. Васил Захариев със сведения за Стефан Захариев; на писателя Любомир Дойчев – за дейността на Васил Левски в Пазарджишко за книгата му „Левски в светлина“; на проф. Иван Батаклиев – материали за изследването му „Пазарджик и Пазарджишко“.
До 1944 г. под ръководството на Константин Христович, археологическият музей „Иван С. Войводов“ има 5 отдела: „Общо археологически“, „Географо-природен“, „Етнографски“, „Художествен“ и „Градски архив“. В качеството си на общински съветник, той успява да реализира идеята си за превръщане домовете на Константин Величков, Станислав Доспевски и Хаджистояновата къща в къщи-музеи. Предоставя на вниманието на Общинския съвет и свой проект за герб на Пазарджик, с подробно описание на символите в него.
Умира на 11 май 1969 г.
Част от личния архив на Константин Христович се съхранява във фонд 752 в Държавен архив – Пазарджик. Той се състои от 10 архивни единици от периода 1884 – 1947 г.